# Hydrovatus tristis
Hydrovatus tristis är en skalbaggsart som beskrevs av Guignot 1961. Hydrovatus tristis ingår i släktet Hydrovatus och familjen dykare. Inga underarter finns listade i Catalogue of Life.